# Episodi de I Rugrats (seconda stagione)
La seconda stagione della serie animata I Rugrats, composta da 24 episodi, è stata trasmessa sul canale statunitense Paramount+ il 14 aprile 2023.
| n° | Titolo originale          | Titolo italiano                | Prima TV originale | Prima TV italiana |
| -- | ------------------------- | ------------------------------ | ------------------ | ----------------- |
| 1  | Crossing the Antarctic    | Spedizione glaciale            | 14 aprile 2023     | 2 giugno 2023     |
| 1  | Chuckie in Charge         | Chuckie al comando             | 14 aprile 2023     | 2 giugno 2023     |
| 2  | Tooth or Share            | Il dente della discordia       | 14 aprile 2023     | 2 giugno 2023     |
| 2  | Moon Story                | Il lato oscuro della luna      | 14 aprile 2023     | 2 giugno 2023     |
| 3  | Snake in the Grass        | Un serpente in giardino        | 14 aprile 2023     | 2 giugno 2023     |
| 3  | Ancient Treasure          | Il tesoro antico               | 14 aprile 2023     | 2 giugno 2023     |
| 4  | Tot Springs Showdown      | L'ora senza ombra              | 14 aprile 2023     | 2 giugno 2023     |
| 4  | Tot Springs Showdown      | La Terra dello Specchio        | 14 aprile 2023     | 2 giugno 2023     |
| 5  | Little Daddy              | Chuckie neopapà                | 14 aprile 2023     | 2 giugno 2023     |
| 5  | The Kid                   | La piccola                     | 14 aprile 2023     | 2 giugno 2023     |
| 6  | Bottles Away              | Addio biberon                  | 14 aprile 2023     | 2 giugno 2023     |
| 6  | Extra Pickles             | Un Pickles di troppo           | 14 aprile 2023     | 2 giugno 2023     |
| 7  | Gramping                  | Alla ricerca del nonno         | 14 aprile 2023     | 2 giugno 2023     |
| 8  | The Blob from Outer Space | Il piccolo blob alieno         | 14 aprile 2023     | 2 giugno 2023     |
| 8  | The Chop                  | La gomma da masticare          | 14 aprile 2023     | 2 giugno 2023     |
| 9  | Tommy the Giant           | Il gigante Tommy               | 14 aprile 2023     | 2 giugno 2023     |
| 9  | Nanny Pip                 | La tata robot                  | 14 aprile 2023     | 2 giugno 2023     |
| 10 | Sir Spike                 | Sir Spike                      | 14 aprile 2023     | 2 giugno 2023     |
| 10 | Rattled                   | Il vecchio sonaglio            | 14 aprile 2023     | 2 giugno 2023     |
| 11 | Reptar Day!               | Il giorno di Reptar            | 14 aprile 2023     | 2 giugno 2023     |
| 11 | Mission to the Little     | Missione al centro della Terra | 14 aprile 2023     | 2 giugno 2023     |
| 12 | Miss Match                | La lezione di piano            | 14 aprile 2023     | 2 giugno 2023     |
| 12 | Flamingo Dance            | Le piume del fenicottero       | 14 aprile 2023     | 2 giugno 2023     |
| 13 | Baby Talk                 | La lingua dei bambini          | 14 aprile 2023     | 2 giugno 2023     |
| 13 | Tossed and Found          | Oggetti smarriti               | 14 aprile 2023     | 2 giugno 2023     |